# Oxira disparata
Oxira disparata là một loài bướm đêm trong họ Noctuidae.